# إليز (فلم 2020)
إليز (بالإنجليزية: Elyse) فيلم درامي أمريكي لعام 2020 من تأليف وإخراج ستيلا هوبكنز وبطولة أنتوني هوبكنز وليزا بيبر. الفيلم هو أول ظهور إخراجي لستيلا هوبكنز. يروي الفيلم قصة سيدة تتشابك عندها الذاكرة والهلوسة لتعرض تاريخ صدمتها.

## طاقم التمثيل
- أنتوني هوبكنز: في دور دكتور لويس
- ليزا بيبر: في دور إليز
- آرون تاكر: في دور ستيفن بريدجز
- تارا أروييف: في دور كارمن لونا
- فران تاكر: في دور جولدي ماديسون
- أنتوني أبل: في دور دافيد جابريل
- جوليتا أوريتيز: في دور جوليا لونا
- داني جاكوبس: في دور دكتور روينثال
- دونات بالاج: في دور جاك كولنز
- جريفين توماس هولاندر: في دور كودي بريدجز
- إيفريت كيلسي: في دور مايكل ديفيس
- كونور جاريليك: في دور جيف بلوم
- ناتاليا تاكر: في دور مريضة
- سوزان بابا: في دور الممرضة جين
- بريتاني إيبرت: في دور الممرضة ستيفاني[6]

## أحداث الفيلم
تخرج إليز (ليزا بيبر) من مبنى أبيض، وتتجول في الشوارع وتجلس في إحدى المقاهي وتشرب القهوة وهي تعبث بالحلوى امامها دون ان تأكلها، وبعد يوم طويل من التعرج بلا هدف في الشوارع والمحال التجارية، تعود إلى منزلها. تجد زوجها على مائدة العشاء مع والدتها وسكرتيرة الزوج وهي أيضا ابنة خادمتها. تبدو إليز غير مستعدة للانضمام إلى عشاء الأسرة وتسيء فهم التجمع باعتباره تهديدًا مباشرًا لحياتها الشخصية والزواج. تضطرب إليز وترفض الاهتمام من زوجها المخلص، ستيفن (آرون تاكر). يبدأ مزاج إليز المتقلب يتصاعد إلى نوبة متفجرة، تنتقد والدتها المتمركزة حول الذات، وتنتقد الفتاة جولدي (فران تاكر) أيضا، وتأمرهم بعدم الحضور إلى بيتها بدون اتصال مسبق. ينصحها الزوج والوالدة بالعودة إلى العلاج الدوائي التي كانت تستعمله.
في حالة تعتيم عقلي غاضب، ترتكب إليز جريمة قتل لا إرادي في سيارة ابنها الصغير كودي (جريفين توماس هولاندر). إن محنة إليز من التفكير الوهمي والنرجسية العميقة والسلوك العنيف تقضي تدريجياً على زوجها. تتشابك الذاكرة والهلوسة لتكشف تاريخ من الصدمة. يكشف علاج إليز حقيقة مؤلمة، حيث ان شفاء إليز يعتمد على إنهاء زواجها الذي لا مفر منه، واستعادة العلاقة مع والدتها، والتفاهم المتبادل مع كارمن (تارا أروييف)، ابنة المربية.
في نهاية المطاف، فإن الرعاية السريرية من رئيس الطب النفسي، الدكتور لويس (أنتوني هوبكنز)، والحب غير المشروط من ممرضتها، ديفيد (أنتوني أبل)، هي التي تعد إليز بحياة جديدة.

## استقبال الفيلم
منح موقع الطماطم الفاسدة فيلم «إليز» تقييم 50% بناء على آراء 6 نقاد.
كتب فرانك تشيك من صحيفة هوليوود ريبورتر: «يقدم هوبكنز أداء احترافيًا نموذجيًا. كما انه شارك في الإنتاج وقام بتأليف مقطوعات الفيلم الموسيقية، موضحًا تفانيه في الجهود السينمائية لمساعدة زوجته في إخراج هذا الفيلم. لكن هذا الإحراج سوف يستمر لأسبوعين فقط، حتى إصدار فيلمه الجديد» الأب«والذي يبدو مضمونًا ليضع الممثل على قائمة الترشح لأوسكار آخر عن جدارة».
كتبت الصحيفة الالكترونية «اندي وايرIndie wire»: «ستيلا هوبكنز تخرج للزوج أنتوني قصة شخصية عميقة عن الفوضى الأسرية».
كتب موقع «موفي نيشون Movie Nation»: «على الأقل لن يكون هذا هو آخر فيلم عظيم لأنتوني هوبكنز. من المقرر أن يظهر فيلم» الأب«في دور العرض في غضون أسبوعين. بحلول ذلك الوقت، سيتم تمرير فيلم «إليز» كهدية عيد الميلاد من للزوج للزوجة».
منح ريتشارد روبر من صحيفة شيكاغو صن تايمز الفيلم نجمة ونصف من أصل أربعة.

## وصلات خارجية
https://www.imdb.com/title/tt9098562/ إليز (فيلم 2020)
https://www.rottentomatoes.com/m/elyse إليز (فيلم 2020)
https://www.rogerebert.com/interviews/the-illusionary-quality-of-a-dream-stella-hopkins-on-her-directorial-debut-elyse إليز (فيلم 2020)